# インディアン移住

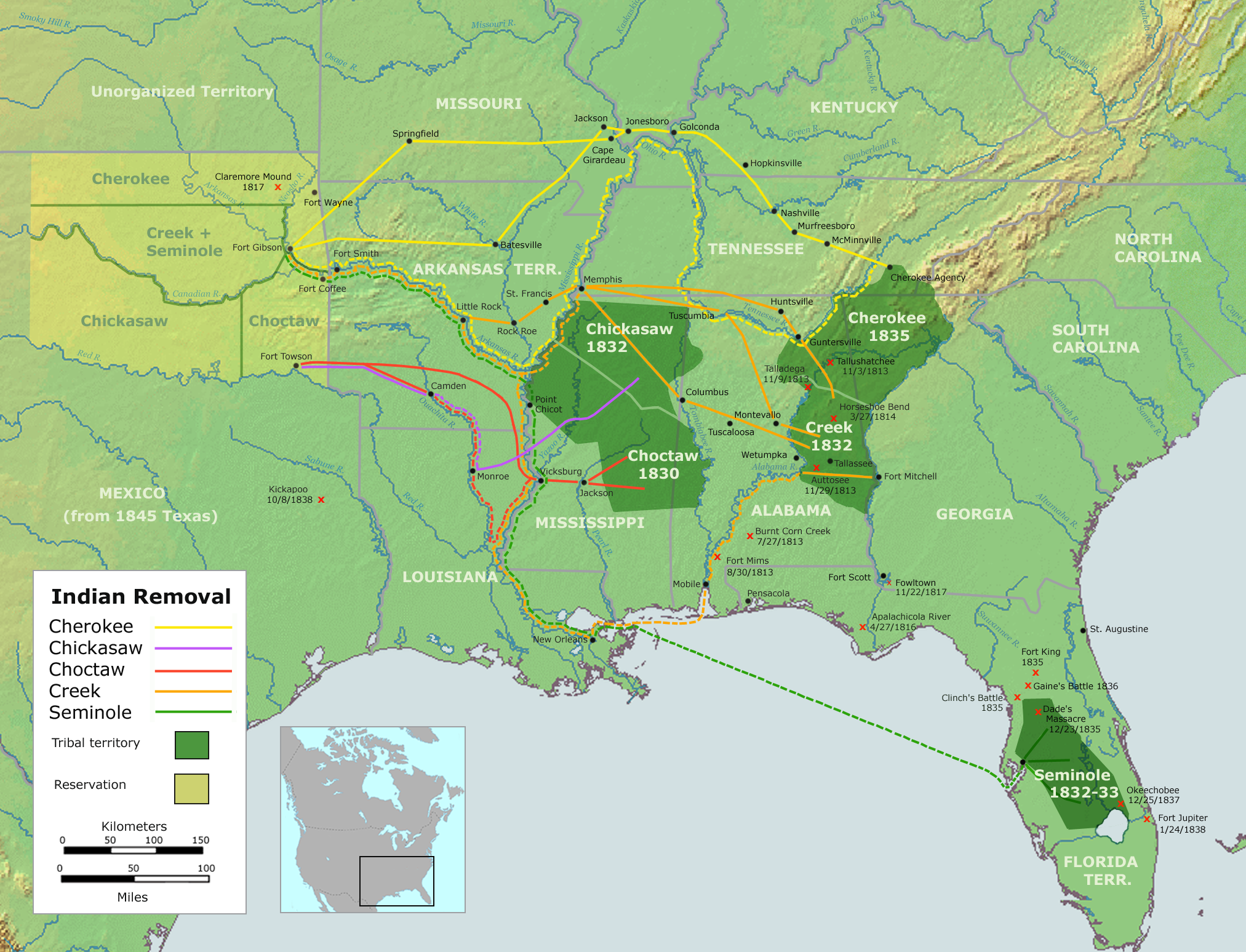
インディアン移住のルート

インディアン移住（インディアンいじゅう、Indian Removal）とは、ミシシッピ川の東に住んでいたインディアン部族をミシシッピ川以西の土地に強制的に移住させた、19世紀のアメリカ合衆国政府の政策である。
数万人に及ぶ途上死を生んだこの時の徒歩行程は、途上の土地の入植白人もインディアンも涙を流さざるを得ない悲惨さゆえに、「涙の旅路」と呼ばれた。

## 概要
アメリカ独立後の数十年で、アメリカ合衆国の急速な人口増加により、アメリカ人は本来インディアンの領土であった土地にもなだれ込んだ。インディアンと白人との土地の協定は、土地の購入をはじめとする多数の連邦条約によって成立していった。インディアンには「土地を売る」という文化は無く、このことは後々までインディアンと白人の間の争いの火種となった。
最終的に、合衆国連邦政府はインディアン部族に対して徹底排除の方針を採り、部族のためにとっておいた（Reserved）土地として、当時の合衆国州の勢力範囲外であった西部の土地（「保留地（Reservation）」）を提示することで、彼らの土地を売るように強制し始めた。この政策は1830年のアンドリュー・ジャクソン大統領によるインディアン移住法の可決で加速し、「インディアン準州（現在のオクラホマ州）」が1830年代に、北部から南部にかけてのインディアン部族のほぼ全てを強制収用させるための土地として用意された。こうしておよそ10万人のアメリカインディアンが、この政策の結果として最終的に西部に強制的に移住させられていった。
表向きは移住法それ自体はインディアンの移住を強制しておらず、理論上、移住は「自発的にされればよい」とされていた。しかし、もし彼らが移住を拒み、留まることを決めたら、連邦条約を破棄したものとみなされ、条約の規定上のアメリカ側の責務である保護や年金を受けられず、白人への同化を受け入れざるを得なくなる。彼らは部族ではなく、個人単位の扱いとなり、白人入植者に取り囲まれて生活する形になるのである。このように実際には、ジャクソン政権は部族の指導者たちに、移住条約にサイン（インディアンは文字を持たないので、たいていの場合、×印を書かせるだけである）させるために陸軍の武力を背景に、部族の存亡に関わるだけの圧力を与えていた。
どの部族でも指導者たちが、移住に関して対立し、この強制移住の圧力は部族の苦い分裂を生んだ。ある時には、合衆国政府当局は移住条約への合意に抵抗した部族の指導者たちを無視して、移住を支持した部族の指導者たちと取引した。例えばニューエコタ条約は、主要なチェロキーの指導者たちの派閥によって合意されたが、しかし彼らは選ばれた部族の指導者ではなかった。この条約の条項はマーティン・ヴァン・ビューレン大統領によって励行され、涙の道でのおよそ4000人のチェロキーの死（ほとんどは過労と病疫による）をもたらした。同様にチョクトー族も強制移住の途上で、過労と病疫で甚大な死者を生んだ。
インディアンの強制移住は、アメリカ陸軍が騎馬で護送したが、インディアンたちは徒歩だった。「チェロキーの涙の旅路」での当時の記録には、「墓に入るかと思えるような老婆が、重い荷物を担がされて歩かされていた」とある。強制移動の管理代理人は、しばしば最低価格での民間人入札者が当たったため、管理不行き届き、護送における不十分な対策、移住の前後のインディアンの法的権利の保護の失敗（たいていはサボタージュである）を伴い、この民族移住はインディアンに多大な苦しみと死を背負わせるものとなった。
ほとんどのインディアンは嫌々ながらも平和的に移住条約に従ったが、一部の部族集団は移住条約の実現に抵抗するために戦った。南東部においては、二つの短期戦（1832年のブラックホーク戦争と1836年の第二次クリーク戦争）と、泥沼化した焦土作戦による戦争（1835年から1842年の7年間にわたる第二次セミノール戦争）をもたらした。セミノール戦争はゲリラ戦となり、現在では「インディアンのベトナム戦争」と呼ばれている。